# Татаринцев, Константин Сергеевич
Константин Сергеевич Татаринцев (род. 12 мая 1974, Копейск, Челябинская область) — белорусский, российский хоккеист, нападающий. Мастер спорта Республики Беларусь международного класса. Тренер.

## Биография
Родился в Копейске, в возрасте четырёх лет с родителями переехал в Челябинск. Воспитанник «Трактора», тренер Виктор Перегудов. Карьеру начал в сезоне 1992/93 в белорусском «Химике» Новополоцк, который возглавил брат Виктора Перегудова Юрий. В следующем сезоне играл в МХЛ за минский «Тивали». Вернувшись в Россию, выступал за «Ладу» Тольятти (1994/95 — 1995/96), «Трактор» (1996/97 — 1998/99, 2002/03), «Амур» Хабаровск (1999/2000), «Мечел» Челябинск (2000/01 — 2002/03, 2003/04), «Сталь» Аша (2004/05), казахстанские клубы «Барыс» Астана (2005/06) и «Иртыш» Павлодар (2006/07). Завершил карьеру в команде второй российской лиги «Политехник-ЮУрГУ» Челябинск (2006/07).
В составе молодёжной сборной Белоруссии участник квалификации для группы C чемпионата мира 1993 в минской подгруппе (3 место). Участник чемпионата мира 1994 в группе C1 в составе национальной сборной (2 место).
Тренер в хоккейной школе им. С. Макарова (2008—2016), в СДЮСШОР «Трактор» (с 2016). Тренер в «Челмете» (2019/20).

## Достижения
- Чемпион России и МХЛ (1996)
- Серебряный призер чемпионата России и МХЛ (1995)
- Бронзовый призер чемпионата Белоруссии (1993)